# Španjolska inkvizicija
Španjolsku inkviziciju utemeljili su 1478. katolički vladari Ferdinand II. Aragonski i Izabela I. Kastiljska kako bi održali katoličko pravovjerje u svojim kraljevstvima. Španjolska inkvizicija nije prekinuta sve do 1834., tijekom vladavine  Izabele II.

## Pozadina
Nakon osvajanja Granade 1492. godine, Izabela I. Kastiljska i njen suprug Ferdinand II. Aragonski mogli su napokon stvoriti jaku i jedinstvenu državu. Njihova obećanja muslimanima o ravnopravnosti s kršćanima ostala su neostvarena. Biskup Osme i njegov brat Diogo de Santillan 1478. godine nagovaraju papu da u Španjolskoj uvede inkviziciju. S vremenom je crkvena vlast u inkviziciji sve više slabila, pa su kraljevi stavljali svoje ljude na najviše položaje. Kraljevi su često inkviziciju koristili kao oružje protiv svojih neprijatelja iako joj je osnovna namjena bila borba protiv antikatoličkih strujanja u zemlji. Sud inkvizicije bio je utemeljen tako da optuženi mora dokazati svoju nevinost. Ako bi optuženi bio osuđen, njegova imovina bila bi zadržana u posjedu države. Stanovništvo nije bilo nezadovoljno radom inkvizicije nego njenom pretjeranom strogošću. Inkvizicija je bila stvorena da izražava potrebe španjolskog društva, a ne kao nasilna institucija. 1834. inkvizicija je prestala djelovati. Zadnja presuda izrečena je 10. veljače 1820. godine.
Inkvizicija je za mnoge pojam vjerske nesnošljivosti, fanatizma i lomača. Dok protivnici ove ustanove redovito naglašavaju nehumanost inkvizicijskih postupaka, Crkvi odani povjesničari nastoje pod svaku cijenu opravdati njezino djelovanje. Inkvizicija je progonila i kažnjavala svako ponašanje koje je, izravno ili neizravno, dovodilo u pitanje disciplinu Rimske crkve ili neke od njezinih vjerskih istina, bez obzira radi li se o riječima, znakovima ili vladanju protivno rimskom uzoru. Život srednjovjekovnog kršćanstva u svim svojim odnosima prožet je, pa čak i zasićen, religioznim predodžbama. Ne postoji ni jedna stvar ili postupak koji se neprestano ne dovede u odnos prema Kristu i vjeri.
Crkva je već na početku svog djelovanja odredila vjerske istine i odgovarajuću disciplinu. Svi koji su se protivili službenom naučavanju bili su isključeni iz zajednice vjernika i dostatno kažnjeni za svoju herezu. Crkva je u prošlosti ponekad pretjerano provodila mučenja zato što je osjećala dužnost da se kao posrednik između čovjeka i Boga brine o sudbini o spasu svakog pojedinca kako bi spriječila njegovu konačnu propast u grijehu.

## Motivi predstavljanja inkvizicije
Među povjesničarima ne postoji sloga oko motiva zbog kojih su uveli inkviziciju u Španjolsku. Predloženo je nekoliko realnih opcija:
1. Zbog ujedinjenja crkve i vlasti. Inkvizicija je dopuštala monarhiji da se aktivno upliće u crkeni posao, bez miješanja Pape. U isto vrijeme, cilj Ferdinanda i Izabele bio je stvaranje uspješnog državnog uređenja; zbog toga im je jedan od prioriteta bilo religijsko ujedinjenje kako bi promovirali centraliziranu političku moć
2. Kako bi oslabili lokalnu opoziciju katoličkih monarha. Jačanje centralizirane političke moći je uključivalo slabljenje lokalne političke opozcije
3. Kako bi se riješili snažne converso manjine. Mnogim članovima utjecajnih obitelji kao što su Santa Fe obitelj, Satanglels, Caballerias i Sanchez, bilo je za vrijeme Aragonskog kraljevstva suđeno. Kontradikcija tome je činjenica da je Ferdinand, kralj Aragona, nastavio zapošljavati mnoge conversose u svojoj administraciji.
4. Ekonomska podrška. S obzirom na to da je jedna od mjera bila zapljena imovine, ova se opcija ne može isključiti.

Djelovanje inkvizicije

## Aktivnosti inkvizicije

### Početak
Alonso de Hojeda, dominikanac iz Seville, uvjerio je kraljicu Izabelu na postojanje crypto-židovstva među andaluškim  conversosima za vrijeme njenog boravka u Sevilli između 1477. i 1478. godine. Izviješće, napisano na zahtjev monarha Pedra Gonzalesa od Menoze, seviljskog nadbiskupa i od segovskog dominikanca Tomasa od Torquemade, potvrdilo je tu tvrdnju. Monarsi su odlučili predstaviti inkviziciju Kastilji i prestati se pretvarati, te zatražiti papino dopuštenje. 1. studenog 1478. godine, papa Siksto IV. objavio je bulu Exigit sinceras devotionis affectus, kroz koju je inkvizicija bila postavljena u kastiljskom kraljevstvu. Bula je monarhima dala ekskluzivni autoritet kod imenovanja inkvizitora. Prva dva inkvizitora, Miguel de Morillo i Juan de San Martin bili su imenovani tek dvije godine kasnije, 27. rujna 1480. u Medini del Campo. 
Na početku, djelovanje inkvizicje bilo je ograničeno na područje Seville i Córdobe, gdje je Alonso de Hojeda otkrio centar aktivnosti conversa. Prvi auto de fe bio je proslavljen u Sevilli 6. veljače 1481.: spaljeno je šest osoba. Pristanak je dan od istog Alonsa de Hojede čije su sumnje započele inkviziciju. Od tada je inkvizicija nekontrolirano rasla u Kastiljskom kraljevstvu. Do 1492., tribunali su postojali u osam Kastiljskih gradova : Avili, Córdobi, Jaeni, Medini del Campo, Segoviji, Seguenzi, Toledu i Valladolidu. 
Uspostavljanje inkvizicije u kraljevini Aragon bilo je puno teže. U stvarnosti, Ferdinand se nije prebacio na novi način, jednostavno je ponovno oživio staru papinsku inkviziciju, prebacivši ju na svoju izravnu kontrolu. Stanovnici Aragona uporno su se protivili inkviziciji. Razlike između Ferdinanda i Siksta IV potaknule su potonjeg da objavi novu bulu koja je kategorično zabranila širenje inkvizicije na Aragon. U toj buli, Papa je izravno kritizirao provedure inkvizicijskog suda, potvrđujući da, 
mnogi pravi i iskreni kršćani, zbog iskaza neprijatelja, rivala, robova i ostalih bezvrijednika, i što je još manje prikladno, bez ikakvih ispita, bivaju zatvoreni u svjetovne zatvore gdje ih se muči i osuđuje kao recidivne heretike, oduzete imovine i dobara i dani svjetovnoj ruci da ih usmrti, na veliku opasnost njihovim dušama, dajući štetan primjer i stvarajući skandal mnogima.
Unatoč tome, pritisak s Ferdinandove strane potaknuo je Papu da ukine tu bulu i objavi novu. 17. listopada 1483. godine, Tomas de Torquemada prozvan je glavnim inkvizitorom Aragona, Valencije i Katalonije. S time, inkvizicija je postala jedina institucija s autoritetom kroz sve kraljevine španjolske monarhije, i, u svima njima, korisni mehanizam u službi kruni. Kako god, gradovi u Aragonu nastavili su se odupirati i čak su vidjetli periode pobune, kao u Teruelu između 1484. i 1485. godine. Umorstvo inkvizitora Pedra Arbuesa u Zaragozi, potaknulo je javno mišljenje protiv conversosa i u korist inkviziciji. U Aragonu su inkvizicijski sudovi bili fokusirani posebno na članove snažne converso manjine, zaustavljajući njihov utjecaj u aragonskoj administraciji.
Razdoblje između 1480. i 1530. obilježila je intenzivna aktivnost inkvizicije. Izvori se razlikuju kada se govori o broju suđenja i izvršenja smrtnih kazni. Henry Kamen pretpostavlja da je ubijeno otprilike 2000 osoba i kao izvor uzima dokumentacije Autos de Fe. Od ubijenih, veliki su broj bili conversosi židovskog podrijetla.

### Represija protestanata
Conversosi su dolazak kralja Karla I. (1516.), novog kralja Španjolske, vidjeli kao mogući kraj inkvizicije ili barem smanjenje njenog utjecaja. Unatoč ponovljenim peticijama Cortesa od Castile i Aragona, novi monarh je ostavio inkvizitorski sustav onakvim kakav je bio.
Ipak, tijekom 16. stoljeća, većina se parnica nije fokusirala na conversose. Umjesto toga, inkvizicija je postala učinkoviti mehanizam iskorjenjivanja protestantizam koji se počeo pojavljivati u Španjolskoj. Začudo, veliki postotak tih protestanata bio je židovskog podrijetla.
Prvi od sudskih postupaka bili su oni protiv mistika poznatih kao "Alumbrados" iz Guadalajare i Valladolida. Suđenja su dugo trajala i završavala su zatvorskim kaznama raznih trajanja, iako nitko od optuženika nije bio pogubljen. Usprkos tome, pojavljanje "Alumbradosa" stavilo je inkviziciju na trag mnogim intelektualcima i klericima koji su, zainteresirani za Erazmijske ideje, odstupili od ortodoksije (što je čudno jer su i Karlo I. i Filip II. od Španjolske bili očarani Erazmom). Takav je bio slučaj kod humanista Juana de Valdesa koji je bio prisiljen pobjeći u Italiju kako bi izbjegao proces koji je bio pokrenut protiv njega, i propovjednika Juana De Avile, koji je proveo gotovo godinu dana u zatvoru.
Prvi procesi protiv luteranskih grupa, kao takvih, odvijali su se između 1558. i 1562. i na početku vladavine Filipa II., protiv dvije zajednice protestanata iz gradova Valladolida i Seville. Procesi su intenzivno pojačali djelovanje inkvizicije. Održano je mnogo velikih Autos de Fea, nekima su čak upravljali članovi kraljevske obitelji, na kojima je pogubljeno više od stotinu osoba. Poslije 1562., iako su se suđenja nastavila, represija je bila smanjena, i pretpostavlja se da je samo nekolicina Španjolaca bila spaljena zbog luteranstva do kraja 16. stoljeća, iako ih je oko 200 čekalo suđenje. Autos de Fe srednjeg vijeka dovelo protestantizam u Španjolskoj do kraja što je već samo po sebi mali fenomen.

### Cenzura
Kao jedna od manifestacija protureformacije, španjolska inkvizicija radila je aktivno na sprječavanju širenja heretičkih ideja u Španjolskoj tiskajući "indekse" zabranjenih knjiga. Takvi popisi bili su česti u Europi desetljeće prije nego što je inkvizicija izdala prvu. Prvi indeks izdan u Španjolskoj 1555., zapravo je bio pretisak indeksa koje je izdalo sveučilište Louvainu 1550., s dodatkom posvećenim španjolskim tekstovima. Sljedeći indeksi bili su tiskani 1559., 1583., 1612., 1632., i 1640. Sadržavali su velik broj knjiga svih vrsta, iako je posebna pažnja bila posvećena religijskim djelima, i, posebno, prijevodima Biblije na materinji jezik. 
Uključena u indekse bila su mnoga velika djela španjolske literature. Isto tako, veliki broj religijskih pisaca koje danas Katolička Crkva smatra svecima vidjeli su pojavljivanje svojih djela u indeksima. Na početku, to se može činiti protuintuitivno ili čak besmisleno – kako su tim španjolskim autorima na početku već izlazila djela samo da bi ih kasnije inkvizicija zabranila i stavila na indeks? Odgovor na to leži u procesu izdavanja i cenzuriranja u ranoj modernoj Španjolskoj. Knjige su u tom periodu čekale licenciranje prije izdavanje i dozvolu (koja je mogla sadržavati modifikacije) od svjetovnih i od religijskih vlasti. Međutim, nakon što je dopušteno tiskanje, izdani tekst mogao je biti post-hoc cenzuriran, odnosno bio je predan inkviziciji, ponekad desetljeće poslije samog izdavanja. Također, zajedno s razvijanjem katoličke teologije, nekad zabranjeni tekstovi mogli su biti maknuti s indeksa. 
Na početku, uključivanje na indeks značilo je potpunu zabranu teksta, no to se dokazalo nepraktičnim i neizvedivim, ali ujedno i protivno cilju postojanja pismenog i dobro obrazovanog puka. Djela s jednim retkom koji je izazivao sumnju bila su zabranjena u potpunosti, iako je i daljnje postojanje tih tekstova zvučalo dogma. S vremenom, postignut je kompromis u kojemu je odlučeno da će inkvizitori prebojavati riječi, retke ili cijele odlomke inače prihvatljivih tekstova i tako dopuštajući tim “očišćenim” izdanjima da cirkuliraju. Iako, u teoriji, indeksi su predstavljali goleme restrikcije na razvoj kulture u Španjolskoj, neki povjesničari, kao na primjer Henry Kamen govore da je takva striktna kontrola bila nemoguća u praksi i da je bilo puno više slobode nego što se misli. I Irving Leonard zaključno je demonstrirao da su, usprkos ponovljenim kraljevskim prohibicijama, romance o Chivalry, kao što su Amadis od Gaule, našle svoj put u novi svijet s dopuštenjem inkvizicije. Osim toga, s dolaskom vremena prosvjetiteljstva u 18. stoljeću, povećao se broj licenca za posjedovanje i čitanje zabranjenih tekstova.
Usprkos ponovljenim izdavanjima indeksa i velikoj birokraciji cenzora, aktivnosti inkvizicije nisu sprječavale cvjetanje španjolske literature “Siglo de Oro”, iako je većina autora tog perioda u jednom trenutku prešla preko puta svetom uredu. Među španjolskim autorima uključenima na indeks nalaze se: Gil Vincente, Bartolome Torres Naharro, Juan del Enzina, Jorhe de Montemayor, Juan de Valdes i Lope de Vega, kao i anonimni Lazarillo de Tormes i Cancionero General, od Hernanda Del Castilla. La Celestina, koja nije bila uključena na indekse 16. stoljeća, bila je uklonjena 1632. i potpuno zabranjena 1790. godine. Među stranim autorima bili su Ovidije, Dante, Rabelais, Ariosto, Machiavelli, Erasmus, Jean Bodin i Tomas Moro. Jedan od iznimnih slučajeva, i najpoznatiji, u kojemu se inkvizicija direktno suočila s književnom aktivnošću je onaj s Frayem Luisom de Leonom, iznimnim humanistom i religijskim piscem converso podrijetla, koji je bio zatvoren četiri godine, (od 1572. do 1576.) zato što je preveo “Pjesmu nad pjesmama” izravno s hebrejskog.

### Ostali prijestupi
Iako je inkvizicija bila stvorena da zaustavi napredovanje hereze, ona se bavila i raznim drugim prijestupima koji su samo indirektno bili povezani s religijskim krivovjerjem. Od ukupno 49,092 suđenja u razdoblju između 1560. i 1700. koji su registrirani u arhivima Supreme, pojavljuju se sljedeći : židovi (5,007), moriscosi (11,311), luterani (3,499), alumbradosi (149), praznovjerja (3,750), heretičke izjave (14,319), bigamije (2,790), poticanja (1,241), prijestupi protiv svetog ureda inkvizicije (3,954) i razni (2,575). Podaci dokazuju da nisu samo novi kršćani (conversosi židovskog ili muslimanskog podrijetla) i protestanti bili osuđivani, nego i mnogi stari kršćani i to iz raznih razloga. 
Kategorija praznovjerja sadržavala je procese povezane s čarolijama. Lov na vještice u Španjolskoj nije bio tako intenzivan kao u ostalim europskim državama (posebno Francuskoj, Engleskoj i Njemačkoj). Jedan izniman slučaj bio je Logrono, u kojemu je bilo suđeno vješticama iz Zugarramurdija u Navarri. Za vrijeme Auto de Fea koji se dogodio u Logronu 7. studenog i 8. studenog 1610., spaljeno je 6 osoba, a još je 5 spaljeno u znak mržnje. Općenito, inkvizicija je bila skeptična prema slučajevima s vješticama, smatrajući to potpunim praznovjerjem bez ikakve osnove. Alonso de Salazar de Frias, koji, nakon odvijanja procesi u Logornu je uzeo edikt vjere u razne dijelove Navarre, zabilježio je u svojim izvještajima da, “Nisu postojale vještice niti začarani u regiji nakon što se o njima počelo pričati i pisati”. 
U skupinu heretičkih ispada uključeni su bili verbalni ispadi, od izravnog svetogrđa do upitnih izjava koje su se ticale vjeroispovijesti, od seksualnog morala, do ponašanja svećenstva. Mnogi su stavljeni pred sud zbog izjave da snošaj (spolni odnos bez izravnog cilja k stvaranju potomstva) nije grijeh ili što su stavljali u sumnju razne aspekte kršćanstva kao što su pretvaranje kruha i vina u tijelo i krv Isusovu ili o djevičanstvu Marije. Isto, mnogi svećenici bivali su osuđeni zbog hereze. Te osude često su bile praćene teškim kaznama. 
Inkvizicija se bavila i prekršajima protiv morala, ponekad i u otvorenom sukobu s javnim vlastima. Posebno puno procesa bilo je povezano s bigamijom, relativno čestim prijestupom u društvu koje je razvod dopuštalo samo u najekstremnijim slučajevima. U slučaju muškarca, kazna je bila pet godina na galiji (ekvivalent smrtnoj kazni). Žene su također bile osuđene za bigamiju. Isto tako, bilo je osuđeno puno dogovaranja za vrijeme ispovijedi, što upućuje na strogi oprez nad svećenstvom. 
Inkvizicijska represija seksualnih prijestupa homoseksualnosti i bestijalnosti, bili su, po Kanonskom zakonu, zločini protiv prirode. Homoseksualnost, poznata u to vrijeme kao sodomija, bila je kažnjiv smrću. To je palo pod ovlasti inkvizicije samo na teritoriju Aragona, kada je, 1524., Klement VII., u papinskom pismu, dopustio vlast nad sodomijom inkviziciji u Aragonu, bilo ili ne bilo povezano s herezom. U Castili, slučajevi sodomije nisu bili osuđeni osim ako nije bila prisutna hereza. Tribunal u Zaragozi isticao se po svojoj okrutnosti u osuđivanju tih zločina: između 1571. i 1579. više od stotinu muškaraca bilo je osuđeno za sodomiju, a njih 36 je pogubljeno; ukupno, između 1570. i 1630. bila su 534 suđenja i 102 pogubljenja.

## Organizacija
Osim uloge u religijskim stvarima, inkvizicija je bila institucija u službi monarhije. To ne govori da je bila potpuno osamostaljena od papinske vlasti, jer je u mnogim slučajevima djelovanje same inkvizicije ovisilo o dopuštenju Rima. Iako je glavni inkvizitor, predvodnik svetog ureda, bio izabran od strane krune, s odabirom se trebao složiti i papa. Inkvizicija je bila jedina javna organizacija čiji je autoritet dopirao do svih Španjolskih kraljevina (uključujući američke potkraljevine), izuzev kratkog perioda (1507. – 1518.) za kojega su bila dva glavna inkvizitora, jedan za Kastiljsko kraljevstvo, a drugi za Aragon.  
U Kastiljskom kraljevstvu, bili su uspostavljeni sljedeći tribunali:
- 1482. u Sevilli i u Córdobi
- 1485. u Toledu i Llerni
- 1488. u Valladolidu i Murciji
- 1489. u Cuenci
- 1505. na Kanarskim otocima
- 1512. u Logronu
- 1526. u Granadi
- 1574. u Santiagu de Composteli

## Funkcioniranje inkvizicije
Inkvizicija je funkcionirala u skladu s kanonskim pravilnikom Rimokatoličke Crkve; njene operacije nisu ni u kojem slučaju bile svojevoljne. Njene procedure bile su zapisane u raznim pravilnicima izdanima od uzastopnih inkvizicijskih generala, Torquemade, Deze i Valdesa. 

### Optužbe
Kada je inkvizicija došla u grad prvi je korak bio edikt “milosti”. Nakon nedjeljne mise, inkvizitor bi nastavio čitati edikt: on je objašnjavao moguće hereze i poticao kongregaciju da dođu do inkvizicijskih tribunala kako bi ”očistili savjest”. Zvali su se edikti milosti zbog mogućnosti svim samoinkriminirajućima koji su se predali za vrijeme milosti (otprilike jedan mjesec) da dobiju oprost od Crkve bez teške kazne. Takvo obećanje bilo je veoma uspješno i mnogi su se svojevoljno predali inkviziciji. Ali predaja nije bila dovoljna, osoba je trebala osuditi i svoje suučesnike. Kao rezultat, inkvizicija je imala neprestanu zalihu informacija. S vremenom je edikt milosti zamijenjen ediktom vjere koji je odbacio mogućnost brzog i bezbolnog pomirenja.
Prijave su bile anonimne i optuženi nije znao tko ga je prijavio. To je bila najviše kritizirana točka od strane protivnika inkvizicije. Lažne prijave su u praksi bile česte, kao rezultat ljubomore i pohlepe. Inkvizicija je širila strah i nepovjerenje među susjedima i optužbe među članovima obitelji nisu bile rijetke.

### Kazna
Nakon optužbe, slučaj je bio istražen od calificadoresa, koji su trebali odlučiti je li u pitanju bila hereza, koja je bila praćena optužbom. U praksi je to drugačije izgledalo, mnogi su bili zadrženi u privremenom pritvoru, i tamo su zbog dugih suđenja čekali po dvije godine, dok calificadoresi nisu istražili njihov slučaj. 
Kazna optuženog sadržavala je preventivno oduzimanje posjeda od strane inkvizicije. Posjed zatvorenika bio je korišten kako bi se platili troškovi suđenja i za troškove koje je sam osuđenik vršio svojim prehranjivanjem i oblačenjem. Često se rodbina optuženog našla u potpunom siromaštvu. Ta je situacija poboljšana tek instrukcijama napisanima 1561. godine. Cijeli je proces vođen u potpunoj tajnosti, kako za javnost tako i za optuženog, koji nije bio informiran o optužbama koje su podignute protiv njega. Mjeseci ili čak godine su prolazile bez da je optuženi informiran zašto ga zatvaraju. 
Zatvorenik je ostao izoliran i za to vrijeme nije mu bilo dozvoljeno prisustvovati misi i primati sakramente. Inkvizicijski zatvori nisu bili gori od javnih, a i ima čak i iskaza da su bili puno bolji. Neki su zatvorenici umrli u zatvori, što je bilo normalno za to vrijeme.

## Kraj inkvizicije
Za vrijeme vladavine kralja Karla IV., usprkos strahu koji je bio izazvan Francuskom revolucijom, dogodilo se nekoliko stvari koje su najavile kraj inkvizicije. 
Kao prvo, država je prestala biti socijalni organizator i počela se brinuti o dobrobiti puka. Kao rezultat, uzela je u obzir velike posjede Crkve koji su se skupili i koji su priječili socijalni razvoj. S druge je, pak, strane bila trajna prepirka Crkve i kralja, koja je sve više išla na stranu države zbog prosvjetiteljskih ideologa koji su mislili da će im bolje pomoći u provedbi ideja. 
Inkvizicija je zaustavljena za vrijeme Napoleonove dominacije i vladavine kralja Josipa I. (1808. – 1812.). Opet je uspostavljena kada se Ferdinand VII. vratio na prijestolje 1814. godine. Bila je opet prekinuta za vijeme trogodišnjeg liberalnog međurazdoblja. Kasnije tijekom tog razdoblja, poznatog kao kobno desetljeće, inkvizicija nije bila formalno ponovno uspostavljena, iako se vratila pod imenom Susreti vjere, tolerirana od kralja Ferdinanda. Oni su imali “čast” pogubiti zadnjeg heretika 1826. godine.
Inkvizicija je službeno prekinuta 15. lipnja 1823. kraljevskom odlukom koju je potpisao regent Maria Cristina de Borbon, tijekom vladavine Izabele II., i s dopuštenjem predsjednika Kabineta Francisca Martineza de la Rose.